# Клейне-Нете
Кле́йне-Не́те (Птит-Нет; нидерл. Kleine Nete, фр. Petite Nèthe) — низинная река на севере Бельгии. Правая составляющая Нете. Течёт на юго-запад по территории провинции Антверпен в восточной части Фландрии.
Длина реки составляет 51 км. Площадь водосборного бассейна — 815 км². С 1997 по 1999 года расход воды колебался от 2,1 м³/с до 26,3 м³/с, максимальная температура воды в реке достигала 23 °C.
Клейне-Нете начинается на территории коммуны Рети. В нижнем течении пересекается с Альберт-каналом. Сливаясь с Гроте-Нете в городе Лир, образует реку Нете.